# Donges
Donges là một xã trong vùng hành chính Pays de la Loire, thuộc tỉnh Loire-Atlantique, quận Saint-Nazaire, tổng Canton de Montoir-de-Bretagne. Tọa độ địa lý của xã là 47° 19' vĩ độ bắc, 02° 04' kinh độ đông. Donges nằm trên độ cao trung bình là 11 mét trên mực nước biển, có điểm thấp nhất là 0 mét và điểm cao nhất là 31 mét. Xã có diện tích 59,9 km², dân số vào thời điểm 1999 là 6157 người; mật độ dân số là 103 người/km².

## Thông tin nhân khẩu
| 1962  | 1968  | 1975  | 1982  | 1990  | 1999  |
| ----- | ----- | ----- | ----- | ----- | ----- |
| 6.263 | 6.458 | 6.280 | 6.726 | 6.377 | 6.157 |

## Thành phố kết nghĩa
- Cunewalde, Đức